# Fazeley
Fazeley – miasto w Anglii, w hrabstwie Staffordshire, w dystrykcie Lichfield. Leży 35 km na południowy wschód od miasta Stafford i 164 km na północny zachód od Londynu. Miasto liczy 4388 mieszkańców.